# Christoph Fälbl

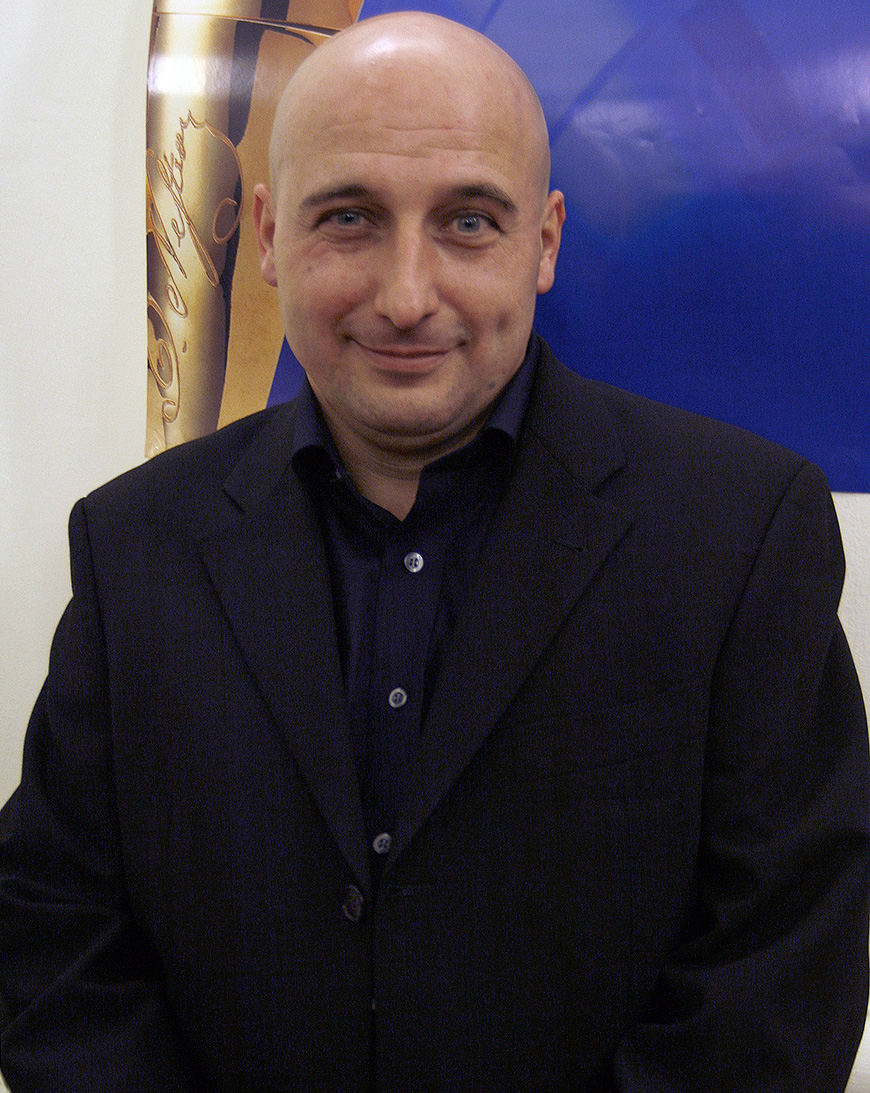
Christoph Fälbl (Wien 2008)

Christoph Fälbl (* 6. Mai 1966 in Wien) ist ein österreichischer Schauspieler und Kabarettist.

## Leben
Christoph Fälbl hat die Gastgewerbefachschule in Wien absolviert (Koch, Kellner, Rezeptionist, gastronomischer Fachmann) und nahm privaten Schauspielunterricht bei Dany Sigel, Herwig Seeböck und Erika Mottl. Heute spielt er auf Theaterbühnen, tritt in Fernsehproduktionen auf und ist seit 2000 Ensemblemitglied des Kabarett Simpl.
Christoph Fälbl ist bekannt aus dem Alpenmusical Der Watzmann ruft (unter anderem von Wolfgang Ambros). Das Stück wurde 1991 unter dem Titel Watzmann live für das Fernsehen aufgezeichnet. In dieser Version spielt Fälbl den 2. Knecht und den Bua – den der Berg ruft. Auch in der neun Folgen umfassenden Comedy-Talkshow Die Gailtalerin – Ein Almauftrieb mit Gästen war er als Knecht Blasi an der Seite von Manfred Tauchen zu sehen; die Sendung lief im Jahr 1992 auf RTL plus.
Als Schauspieler war Fälbl unter Felix Dvorak in verschiedenen Rollen (darunter als Schwejk) bei den Festspielen in Berndorf beschäftigt.
Nach Mitten im Achten (2008) und Dancing Stars (2009) war Fälbl mit seinem Soloprogramm „a life“ in Österreich unterwegs.
2011 folgte mit „Wer sonst!?“ das 2. Sologramm. 2012 mit „PAPA mbH“ das Dritte. Seit 2014 ist Christoph Fälbl in „Helden für nix“ gemeinsam mit Reinhard Nowak auf der Bühne zu sehen.
2022 präsentierte Fälbl erstmals sein Best-of Programm „Fälbl Melange“, das aus seinen Bühnenprogrammen der letzten zwölf Jahre zusammengestellt wurde.
Darüber hinaus ist er gemeinsam mit Ciro de Luca seit 2011 das Testimonial der ÖBB.
Christoph Fälbl heiratete im Jahr 2000. Aus dieser Ehe stammen die Tochter Fanny und der Sohn Oscar. Aus einer Beziehung nach der Scheidung hat er seine 2017 geborene Tochter Romy. Seit 2022 befindet sich Fälbl in zweiter Ehe. Mit seiner Ehefrau hat er die Söhne Casper (2020) und Fridolin (2022).
Sein Stiefvater war der 2021 verstorbene Peter Lodynski.

## Filmografie (Auswahl)

Christoph Fälbl als Schreibkraft der SS-Organisation Ahnenerbe tippt, was ihm Joseph Plassmann zu Joseph Kyselak diktiert.

- 1992–1999: Kaisermühlen Blues (TV-Serie)
- 1992–1993: Die Gailtalerin
- 1993: Wenn der Hahn kräht
- 1994: Tohuwabohu, Regie: Helmut Zenker
- 1995: Der Spritzen-Karli (TV-Serie)
- 1996: Kommissar Rex (TV-Serie) – Folge: Stadt in Angst
- 1997: Fröhlich geschieden
- 1999: Geliebte Gegner (TV)
- 2000: Die Ehre der Strizzis (TV)
- 2000–2003: Simpl
- 2001: Kommissar Rex (TV-Serie) – Folge: Der schöne Tod
- 2001/2002: Dolce Vita & Co
- 2004: Kommissar Rex (TV-Serie) – Folge: Die Leiche lebte noch
- 2005: Watzmann Live 2005
- 2006–2008: Mutig in die neuen Zeiten (TV-Reihe)
  - 2006:  Nur keine Wellen
  - 2008:  Alles anders
- 2008: Wenn sich's thun ließ, schrieb er seinen Namen hin – Joseph Kyselak 1799–1831
- 2009: Dancing Stars (ORF)
- 2010: Österreich isst besser (ATV)
- 2013: Hyundai Kabarett-Tage
- 2017: Kabarett im Turm

Fälbl hatte zudem Gastauftritte unter anderem in Kommissar Rex (Staffel 7, Episode 3), SOKO 5113, MA 2412 und Julia – Eine ungewöhnliche Frau sowie die Hauptrolle in Mitten im 8en.

## Theater (Auszug)
- Theater in der Josefstadt
- Wiener Metropol
- Luisenburg, Wunsiedel i.F. (D) in „Watzmann Live 2008“
- Sommerspiele Berndorf
- KULTURSOMMER Schloss Wolkersdorf
- Kammerspiele
- Kammeroper

## Kabarett (Auszug)
- Kabarett Simpl
- 2003, „Fälbl & Frankl gegen Frankl & Fälbl“, gemeinsam mit Roman Frankl
- 2005, „Kugelschrieber“, gemeinsam mit Roman Frankl
- 2009, „a life“ (1. Soloprogramm) Regie: Marion Dimali
- 2011, „wer sonst!?“ (Soloprogramm)
- 2012,  „Papa m.b.H.“ (Soloprogramm) Regie: Marion Dimali
- 2014, „Helden für nix“ gemeinsam mit Reinhard Nowak – Regie: Leo Maria Bauer
- 2015, „Viecherl & Co.“ (Soloprogramm)
- 2016, „So oder so“ gemeinsam mit Jürgen Vogl[9]
- 2018, „Midlifepause & Menocrisis“ (Soloprogramm)